# Sebadoris
Genre
Sebadoris est un genre de mollusques gastéropodes nudibranches.

## Liste des espèces
Selon World Register of Marine Species (20 février 2015) :
- Sebadoris fragilis (Alder & Hancock, 1864)
- Sebadoris nubilosa (Pease, 1871)

## Galerie

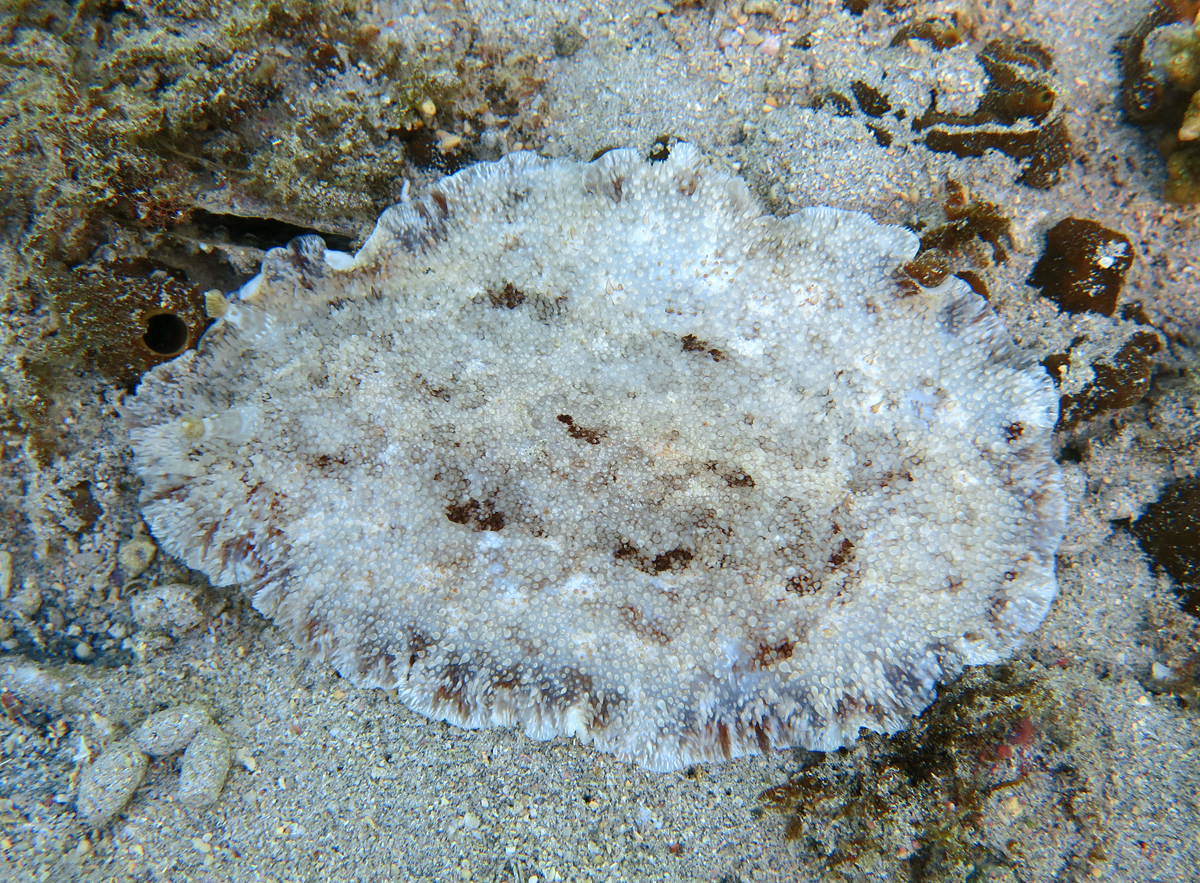
Sebadoris nubilosa.